# Glicorraquia
Glicorraquia é uma medida usada para determinar a concentração de glicose no líquido cefalorraquidiano (LCR). A concentração de glicose no LCR é proporcional à concentração de glicose no sangue, correspondendo a 60-70% da concentração do sangue em condições normais. Por conseguinte, os níveis normais de glicose no LCR situam-se entre 2,5 e 4,4 mmol/L (45–80 mg/dL).
A diminuição da concentração de glicose no LCR, denominada hipoglicorraquia, pode ser causada por uma série de infeções do sistema nervoso central, condições inflamatórias, hemorragia subaracnóidea, hipoglicemia, problemas no transporte de glicose, aumento da atividade glicolítica do sistema nervoso central ou carcinoma metastático. A concentração de glicose pode ser útil para distinguir entre as diversas causas de meningite, uma vez que mais de 50% dos pacientes com meningite bacteriana apresentam diminuição da concentração de glicose, enquanto os pacientes com meningite viral geralmente apresentam níveis normais.